# Gustav Bunzel
Gustav Bunzel (født 1943, død februar 2021) var en dansk historiker, økonomiteoretiker og samfundstænker.
Bunzel var oprindelig uddannet historiker fra Aarhus Universitet. Han var medlem af flere marxistiske grupper samt Sammenslutningen af Bevidst Arbejdssky Elementer (SABAE) og en markant person i 1970'ernes spraglede venstrefløjsmiljø i Århus. Indenfor den kapitallogiske skole blandt Marx-forskere bidraget han til videreudviklingen af Karl Marx[kilde mangler] med sin økonomiske tænkning på væsentlige områder gennem en række skrifter, herunder Kritiske elementer til en marxistisk statsteori (1975) og Elementer til rekonstruktionen af den kapitalistiske produktionsmådes almene udviklingslogik (1979) og Teser om kommunismen (1984) om videreudviklingen af en indholdsbestemmelse af Marx' begreb om den kommunistiske produktionsmåde. 
I lyset af sin forståelse af både den kapitalistiske produktionsmådes udviklingslogik og den kommunistiske produktionsmåde afviste Bunzel, at arbejderklassen skal have nogen privilegeret position, når det gælder den revolutionære omformning af samfundet. For Bunzel bliver overgangen til en kommunistisk produktionsmåde et resultat af en bevidst politik, som omfatter og mobiliserer mange sociale grupper, og ikke en historisk nødvendighed.
Bunzel var særlig optaget af begrebet arbejde, ikke mindst det kapitalistiske lønarbejde, som han gik til kamp imod (i traditionen fra Marx' svigersøn Paul Lafargue, som skrev pamfletten Retten til dovenskab). Han var derfor med at stifte Sammenslutningen af Bevidst Arbejdssky Elementer sent i 1970'erne. Han fungerede som denne foreningens ideolog.[kilde mangler] Foreningen udgav i 1979 bogen Arbejdsfrihedens spøgelse (Århus: Husets forlag & Forlaget Afveje, 1979), hvor Bunzel bidrog med flere tekster. 
Bunzel var også talsmand for borgerløn. Han var medlem af bestyrelsen i Landsorganisationen af Arbejdsledige. Han var desuden medlem af Minoritetspartiet, som stillede ved regions- og kommunalvalget i 2005.

## Udvalgt bibliografi
- Kritiske elementer til en marxistisk statsteori, i Den Jyske Historiker, nr. 3, 1975
- Revolution og klasser, Aalborg: Aalborg Universitetscenter, 1977
- Elementer til rekonstruktionen af den kapitalistiske produktionsmådes almene udviklingslogik, Den Jyske Historiker, nr. 16, 1979
- De arbejdsskys Manifest I og II (med Paul Smith), i I. Christensen, N.I. Meyer og O. Thyssen (red.), Arbejde/arbejdsløshed: temanummer om arbejde, København: Gyldendal, 1979
- Teser om kommunismen, i S.E. Johansen og G. Bunzel, Økonomi og Utopi, Bergen: Ariadne forlag, 1984